# Franz Kübel
Franz Kübel war ein Zisterzienser und Abt des Klosters Waldsassen von 1337 bis 1349.
Franz Kübel, bei Kaspar Brusch als Kribel genannt, stammte aus Eger und studierte in Paris. Seine Wirkenszeit ist verbunden mit einer Phase des Niedergangs und der Verschuldung des Klosters Waldsassen. 1341 veräußerte der Abt die Stadt Redwitz, eine Schenkung von 1339 von Ludwig dem Bayern an das Kloster, an die Stadt Eger. Rüdiger von Sparneck erwarb 1348 mit dem Schönbacher Ländchen umfangreichen Klosterbesitz, einige Orte verdanken diesem Kauf ihre erste urkundliche Erwähnung. Ein gelehrter namentlich nicht bekannter Mönch verfasste in diesem Zeitraum mehrere überlieferte Schriften. Oppositionelle Klosterbrüder wählten Nikolaus Heckel aus Eger zum Abt, was ein Visitator aus Morimond rückgängig machte, aber auch Kübel musste abdanken. Er starb zwanzig Jahre später.